# Partido GOD
El Partido GOD (en inglés: Good Old Democratic Party; lit: Partido Bueno Viejo Democrático), referido simplemente como GOD (lit: Dios) fue un partido político granadino. Fue fundado por el predicador cristiano Justine Francis McBurnie, quien lo lideró desde entonces hasta su muerte en 2021. McBurnie utilizó el partido como vehículo político para presentarse como candidato perenne en todas las elecciones generales de Granada desde 1990 hasta 2013, nunca obteniendo más que un puñado de votos.
De acuerdo con los manifiestos del partido, la formación defendía ideales ultraconservadores en cuestiones sociales con un programa basado en el fundamentalismo cristiano, promoviendo la creación de una «policía de la moral» y prohibiendo firmemente determinadas conductas consideradas «inmorales». En cuestiones económicas, el partido sostuvo ideales socialistas, favorables a los sindicatos y reivindicando la Revolución socialista de 1979 que llevó al poder a Maurice Bishop. El partido también apoyó el derecho a al independencia de Carriacou y Pequeña Martinica, y sostiene un enfoque integracionista a nivel regional, promoviendo la restauración de la Federación de las Indias Occidentales.
GOD no compitió oficialmente en las elecciones de 2008, y en su lugar McBurnie compitió como candidato independiente. El último intento de McBurnie por presentarse como candidato fue en las elecciones de 2018, pero no logró reunir suficientes firmas para postularse. Murió el 19 de enero de 2021, lo que marcó prácticamente el final del partido.

## Resultados electorales
|  | 0.02 % |

|  | 0.04 % |

|  | 0.03 % |

|  | 0.02 % |

|  | 0.01 % |

|  | 0.03 % |